# 隼人司
隼人司（日语：／，訓讀：はやひとのつかさ）是日本律令制下衙門府所屬機構，後劃歸兵部省。

## 職掌
隼人司負責管理隼人的朝貢、遷徙以及歌舞教習，以及隼人竹笠等竹製品的製作。最初也管理九州的隼人，後來其權限則只限於畿内和周邊的隼人。
大同3年（808年）劃歸兵部省。

## 職員
- 正（正六位下）　一名
- 佑（正八位上）　一名
- 令史（大初位下）　一名

- 使部　十名
- 直丁　一名
- 隼人